# Criminal Attempts Act 1981
 (décembre 2021).
Le Criminal Attempts Act 1981 (c 47) est une loi du Parlement du Royaume-Uni, qui s'applique à l'Angleterre et au Pays de Galles et crée des infractions pénales relatives à la tentative de commettre des crimes. Il a aboli le délit de tentative en common law.

## Contenu

### Tenter de commettre une infraction
L'article 1(1) de la Loi crée l'infraction de tentative.
L'article 1 s'applique à tout acte criminel passible d'un procès en Angleterre et au Pays de Galles, à l'exception du complot, et de l'aide et de la complicité et des infractions visées aux articles 4 et 5 du Criminal Law Act 1967 (qui traitent de l'assistance aux délinquants et de la dissimulation d'informations sur les crimes).

### Autres infractions
La loi a aboli l'infraction de « vagabondage intentionnel » en vertu de la loi sur le vagabondage de 1824.
L'article 9 crée une Infraction punissable sur déclaration de culpabilité par procédure sommaire appelée « interférence avec un véhicule ». Cette infraction est commise en interférant avec un véhicule à moteur ou une remorque, ou quoi que ce soit dans le véhicule ou la remorque, avec l'intention de le voler ou de voler quoi que ce soit dedans. Il est passible d'une peine maximale de trois mois de prison.

## Jurisprudence
- Anderton vs Ryan [1985] AC 560
- R vs Shivpuri [1987] AC 1